# 변진수 (배우)
변진수(1985년 12월 12일 ~ )는 대한민국의 배우이다.

## 출연작

### 영화
- 《그 겨울, 나는》 (2022년) - 횟집 사장 역
- 《혼자 사는 사람들》 (2021년) - 성훈친구 2 역
- 《고백》 (2021년) - 민원인 역
- 《디바》 (2020년) - 엘레베이터 남자 역
- 《돈》  (2019년) - 우성 선배 역
- 《국가부도의 날》 (2018년) - 고려종금 김과장 역
- 《샬레》 (2016년) - 인부김씨 역
- 《미씽: 사라진 여자》 (2016년) - 119 대원 역
- 《걷기왕》 (2016년) - 전국대회 진행요원 1  역
- 《가려진 시간》 (2016년) - 형사 4 역
- 《소셜포비아》 (2015년) - 진구 역
- 《로봇, 소리》 (2016년) - 구청직원 역

### 드라마
- 《불꽃속으로》 (2014년, TV조선)
- 《안투라지》 (2016년, tvN)